# Red Robin (Restaurant)

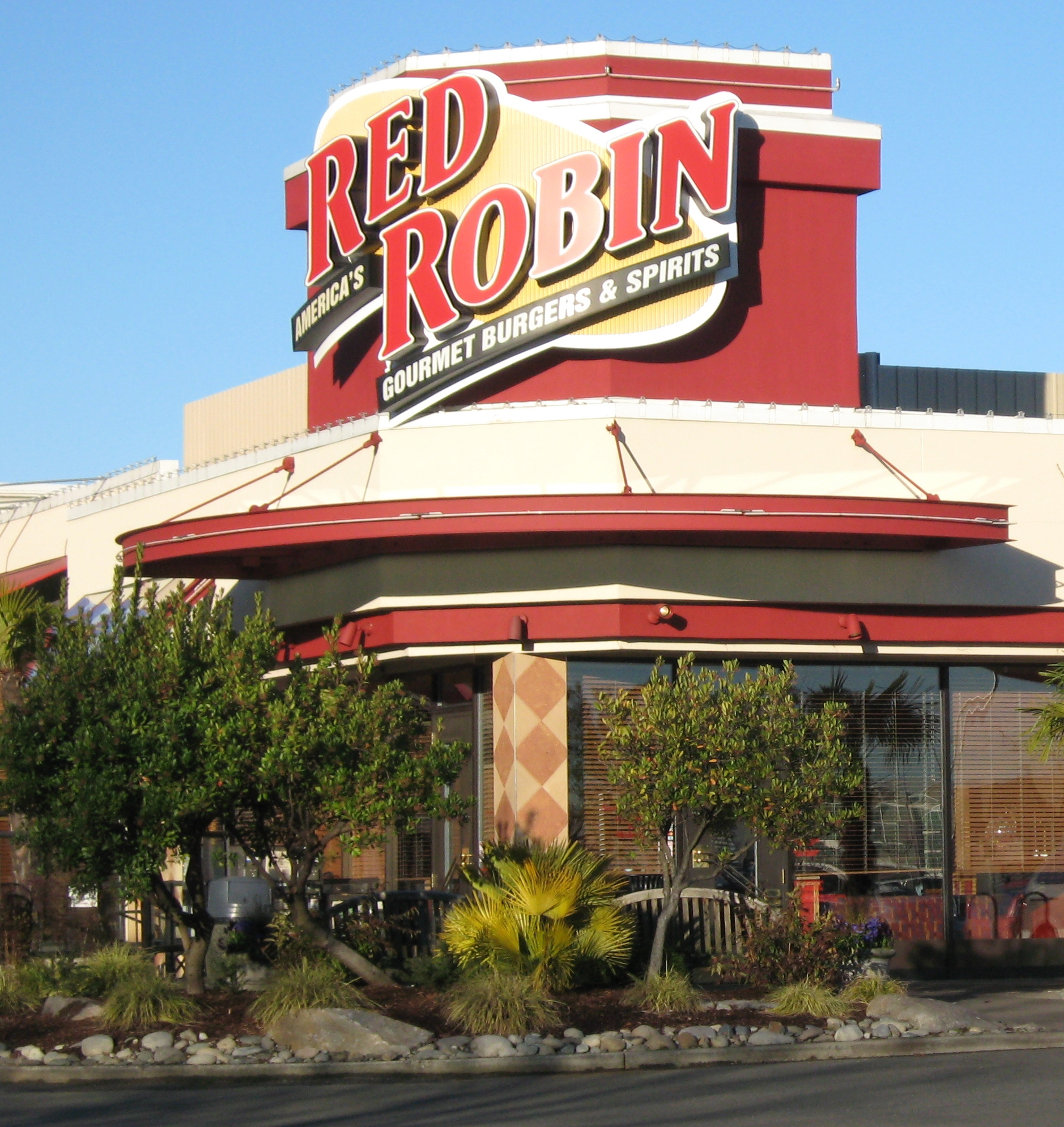
Ein Red-Robin-Restaurant in Tukwila

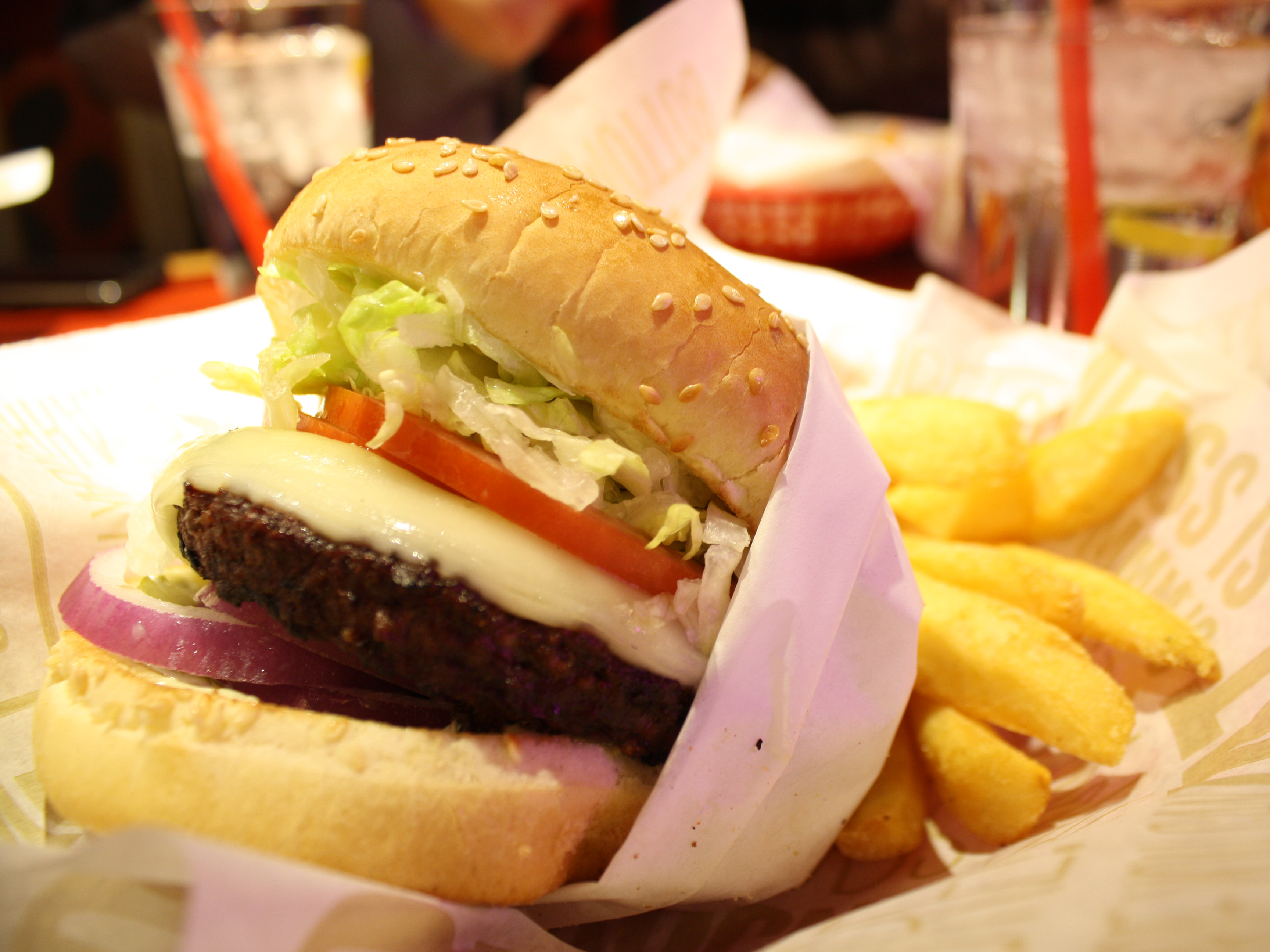
Red-Robin-Burger mit Pommes frites

Red Robin Gourmet Burgers ist eine amerikanische Fast-Food-Kette, deren Angebot sich vorwiegend auf Burger konzentriert. Ihren Hauptsitz hat die Kette in Greenwood Village. Per Ende 2018 betreibt das Unternehmen 484 Schnellrestaurants selbst; weitere 89 werden durch Franchisenehmer betrieben.:23

## Geschichte
Der ursprüngliche Red Robin befand sich an der Ecke der Fuhrman und Eastlake Avenues E. in Seattle, am südlichen Ende der  University Bridge. Das Gebäude stammt aus dem Jahr 1940 und hieß zunächst Sams Tavern. Der Besitzer, Sam, sang in einem Barbershop-Quartett. Sein Lieblingslied war When the Red, Red Robin Comes Bob, Bob, Bobbin' Along. Er mochte den Song so sehr, dass er schließlich seinen Betrieb in Sams Red Robin umbenannte. Im Jahr 1969 kaufte der lokale Restaurantunternehmer Gerry Kingen das Restaurant und erweiterte es. Er ließ das Sams im Namen entfallen und nannte das Restaurant einfach Red Robin. Das erste Restaurant war 110 m² groß. Es war ein beliebter Treffpunkt für Studenten der University of Washington. Kingen führte das Restaurant als Taverne für ein paar Jahre weiter. Später fügte er Hamburger zu seiner Speisekarte hinzu.
Im Jahr 1979 beschlossen zwei Red-Robin-Stammgäste, Michael und Steve Snyder, ihr eigenes Red-Robin-Restaurant in Yakima zu eröffnen. Die Snyder Group Company wurde Red Robins erster Franchisenehmer. 1980 eröffnete ein Restaurant in Portland. Im Jahr 1983 bekam die Kette ein Maskottchen namens Red. Zwei Jahre später, 1985, wurde der Firmensitz von Seattle in die Vorstadt verlegt, nachdem Kingen nach Denver gezogen war und einen Mehrheitsanteil an Red Robin Corp. an die Skylark Corporation verkauft hatte. Mit marginalen Erfolgen und schlechter finanzieller Leistung unter dem  Skylark-Management kehrte im Jahre 1995 Kingen, damals ein Minderheitsbesitzer, wieder in die Führung von Red Robin zurück. Zusammen mit Michael Snyder führte er das Unternehmen wieder in die Gewinnzone. Im Jahr 2000 eröffnete das Unternehmen sein 150. Restaurant. Michael Snyder schließlich übernahm als Vorsitzender, CEO und Präsident von Red Robin Gourmet Burgers ein neu gegründetes Unternehmen. Snyder ging mit dem Unternehmen im Jahr 2002 an die Börse.
Das ursprüngliche Red-Robin-Restaurant wurde am 21. März 2010 aufgrund zu hoher Wartungskosten geschlossen.

## Marketing
Anfang Januar 2013 wurde bekannt, dass eine schwangere Frau in einem Red-Robin-Restaurant für ihr Essen nichts bezahlen musste. Überraschungen dieser Art sind Teil der Unternehmensphilosophie, bei der die Gäste durch unerwartete Gesten und besondere Aktionen glücklich gemacht werden sollen. Auf der Website des Unternehmens ist ein Teil dieser unerwarteten Gesten von Gästen aufgelistet worden.